# Азбелєв Микола Вікторович
А́збелєв Мико́ла Ві́кторович (15 квітня 1922, село Базлово, Псковська область — 3 листопада 2006, Перм) — російський математик, доктор фізико-математичних наук (1962), професор (1963).
В 1949 році закінчив Московський авіаційний інститут. В 1954—1966 роках був завідувачем кафедри вищої математики Удмуртського державного університету, в 1967—1976 роках — завідувач кафедри вищої математики Тамбовського інституту хімічного машинобудування. З 1976 року працює в Пермському політехнічному інституті, з 1994 року директор науково-дослідницького центру функціонально-диференційних рівнянь при цьому ж університеті. Створив в Іжевську математичну школу по диференційним рівнянням.
Підготував більше 10 докторів та понад 50 кандидатів наук. Основні його праці присвячені теорії диференційних нерівностей, крайніх задач, функціонально-диференційних рівнянь. Автор більше 130 наукових робіт, в тому числі 3 монографій. Нагороджений орденом «Знак Пошани» (1992). Заслужений діяч науки Росії (1992), заслужений Соросівський професор (1994).

## Твори
- Введение в теорию функционально-дифференциальных уравнений. М., 1991. (у співавторстві)
- Theory of linear abstract functional differential equations and applications, Publ. House GCI. Tbilisi, 1996. (у співавторстві)
- Introduction to the theory of linear functional differential equations. Atlanta: World Federat. Publ. Company, 1996.